# Chila Jatun
Chila Jatun (también escrito como Ch'ila Jatun), cuya traducción del quechua al español significa «Pequeños Grandes», es un grupo de música folklórica de Bolivia, formado por ocho jóvenes de Cochabamba. Los miembros fundadores de Chila Jatun son Gonzalo Hermosa Camacho (director musical), Jonathan Hermosa Andresen (voz y ronroco), Huáscar Hermosa Castro (segunda guitarra), Ulises Hermosa Fernández (primera guitarra), Luis Medrano Hermosa (charango, productor musical e ingeniero de sonido), Branly Yáñez Enríquez (batería), Mario Orellana Olivares (vientos andinos) y Luis Hinojosa Heredia (bajo). Cabe destacar que cinco de ellos son primos y comparten no solo su juventud sino también la rica tradición asociada al apellido Hermosa, vinculado a los Kjarkas.
En 2014, Chila Jatun fue condecorado con la distinción más alta que otorga el Estado Plurinacional de Bolivia, el Cóndor de los Andes en el grado de «Caballero», en reconocimiento a su destacada participación en la quincuagésima quinta edición del Festival Internacional de Viña del Mar.
Chila Jatun ha ganado el título de Grupo Folclórico del Año durante tres años consecutivos, de 2021 a 2023, en el Bolivia Music Awards. Destacan, además, con dos distinciones por Mejor Colaboración en los años 2022 y 2023, consolidándolos como una referencia destacada en la escena musical folclórica de Bolivia.

## Historia

### Formación y primeros años
La iniciativa para formar la agrupación musical Ch’ila Jatun surgió de los hermanos Benjamín Frontanilla Hermosa y Gonzalo Hermosa cuando tenían entre 14 y 15 años, Inicialmente, comenzaron a aprender a tocar la guitarra y a reunirse con los más jóvenes, Ulises y Luis Hermosa. Con el tiempo, involucraron a Jhonatan, quien contaba con seis años, alentándolo a cantar como su padre, Lo que empezó como un juego se transformó en una verdadera pasión por la música, dando lugar así a la creación de Ch’ila Jatun. En el año 2005, la banda se fundó oficialmente y debutó al recibir la invitación para presentarse por primera vez en un concierto en Potosí.

### 2014-2017: Participación en Viña del Mar y primeros reconocimientos
En 2014, Ch’ila Jatun marcó su debut internacional al participar en el Festival de Viña del Mar, uno de los eventos musicales más prestigiosos de América Latina. Aunque el grupo está compuesto por ocho músicos, solo cinco pudieron participar debido a las reglas del festival. Además, llevaron nueve instrumentos, incluyendo dos quenas, cuatro quenachos, un charango y dos guitarras. Gonzalo, Jhonatan, Ulises, Huáscar Hermosa y Luis Medrano Hermosa representaron al país en la categoría folclore, dedicando dos horas diarias de ensayo para cumplir con los requisitos del evento. Su presentación en la competencia folklórica del festival fue aclamada, obteniendo la nota más alta de la noche con un 5.82. A pesar de su exitosa presentación, Ch’ila Jatun no alcanzó los puntos suficientes para desempatar con la cantante chilena La Pájara. El desempate estuvo a cargo de la presidenta del jurado, Paloma San Basilio, quien se inclinó por la artista chilena la cual llevó la gaviota. Esta decisión fue controvertida y resultó en la interposición de un recurso legal en Chile para anular el fallo, aunque dicho recurso no logró prosperar. A estas quejas se unió Gonzalo Hermosa, miembro de los Kjarkas, sugiriendo que la competencia tendía a favorecer a los locales cada año y cuestionó a la ganadora chilena por imprecisiones en el canto.
A pesar del resultado negativo en el Festival de Viña del Mar, el presidente de aquel entonces, Evo Morales, rindió homenaje al grupo Ch’ila Jatun otorgándoles el Cóndor de los Andes en el grado de «Caballero» y la medalla al mérito cultural «Nilo Soruco». Durante el acto realizado Palacio de Gobierno, Morales calificó como una «injusticia» el segundo lugar que lograron, expresando: «De acuerdo a mi interpretación, han ganado, hemos ganado, lamentablemente nos han robado».Además, el municipio de Cochabamba les entregó la máxima distinción "Sol de Septiembre"; Quillacollo una condecoración al mérito; Sacaba una plaqueta de reconocimiento; la Brigada de Asambleístas un diploma y la Gobernación la medalla al mérito artístico. Culminando un año repleto de éxitos, lanzaron su álbum titulado «Rompiendo Fronteras», que incorpora los temas destacados durante su actuación en Viña del Mar. Además, presentaron un videoclip filmado en Tarabuco, Bolivia, al compás del Pujllay, una danza tradicional de la región.
En mayo de 2015, junto con Los Kjarkas, fueron los actos principales del primer Megaencuentro de Fraternidades en Buenos Aires, Argentina. El evento tuvo lugar en el Estadio de Quilmes y las 25.000 entradas disponibles se agotaron.
A inicios de 2016, el grupo anunció una gira por Europa, que incluyó seis conciertos en diferentes ciudades del continente, como Francia, Italia, Palma de Mallorca, Madrid y Barcelona, entre el 19 de abril y el 4 de mayo.

### 2018-2021: Segunda participación en Viña del Mar
En 2018, Ch’ila Jatun interpretó “Devoto de Corazón”, la canción oficial de la festividad de la Virgen de Urkupiña, un importante evento religioso en Bolivia. La canción fue presentada en ritmo de caporal. A finales de ese año, Huáscar Hermosa anunció su carrera como solista. En un intento de mostrar un lado más íntimo de su arte, presentó su primer videoclip, ‘De a poquito amor’, en las redes sociales. Aunque decidió emprender una carrera en solitario, Huáscar mantuvo su participación en la banda Chila Jatun y, hasta la fecha, sigue siendo un miembro activo del grupo.
A pesar de la controversia del 2014, Ch’ila Jatun fue seleccionado para representar a Bolivia en el Festival de Viña del Mar en 2019. En su primera presentación, interpretaron la canción “Me cansé de amarte”, pero no lograron convencer al jurado, obteniendo el promedio más bajo de la noche, un 5.5. Sin embargo, en su segunda presentación en el festival, Ch’ila Jatun logró mejorar su promedio. Aunque realizaron un esfuerzo notable, la banda terminó en el puesto cuatro de seis países invitados y concluyó su participación en el Festival.
A inicios de 2021, Ch’ila Jatun anunció una gira internacional denominada “Ojitos de Luna”, que comenzó con dos conciertos en Sao Paulo, Brasil, el 23 y 24 de enero. Posteriormente, el grupo se presentó en Ecuador, Chile y Perú. Ese mismo año, demostrando su compromiso con el cuidado ambiental y el respeto por la madre tierra, participaron en la primera edición del festival Respira Bolivia el 5 de septiembre en la ciudad de Cochabamba, un evento centrado en el arte consciente y la preservación ambiental.

### 2022-Actualidad: 15 Aniversario y giras Internacionales junto a Los Kjarkas
Bajo el título «La Historia Continúa», Los Kjarkas y Ch’ila Jatun unieron sus talentos en un espectáculo conjunto en el Movistar Arena de Buenos Aires, Argentina, durante septiembre de 2022. En este evento, padres e hijos compartieron el escenario, ofreciendo a miles de espectadores lo mejor de su repertorio musical. La gira argentina incluyó actuaciones en el centro deportivo Laferrere, en Ciudad Evita, y en el club Gigante, de La Plata. Luego, continuaron su gira por Chile, Perú, Ecuador y Colombia.
Posteriormente, el 9 de octubre de 2022, lanzaron la canción “Volvió a Latir” en colaboración con Milena Warthon, logrando alcanzar el puesto número 1 en tendencias de YouTube en Perú y Bolivia. La canción se posicionó en los primeros puestos en Latinoamérica, superando las 360 mil reproducciones en YouTube en menos de 24 horas.
En febrero de 2023, Ch’ila Jatun fue condecorada con la medalla “Heroína Juana Azurduy de Padilla” en el grado de Honor Cívico del Concejo Municipal de Sucre. Esta distinción se otorgó en reconocimiento a su aporte a la difusión y promoción de la riqueza cultural de la comunidad de Potolo, del Distrito 8 de Sucre, a través del lanzamiento del videoclip de la canción «Morenita Vanidosa».
Para celebrar el 15 aniversario de la banda, Ch’ila Jatun brindó un concierto en Lima denominado “La Fiesta de colores” en el Coliseo Eduardo Dibos.El evento, que tuvo lugar en junio de 2023, contó con la participación de varios artistas invitados, entre ellos Élmer Hermosa, la voz principal de Los Kjarkas.
En el mes de septiembre de 2023 Chila Jatun, Bonny Lovy, Lu de la Tower y Luciel Izumi unieron esfuerzos para publicar la canción «Juntos Sonamos Más Fuerte». Este tema musical destaca la diversidad de Bolivia y fusiona la cumbia y el salay, géneros emblemáticos del país.

## Discografía
- 2010: K'anchay
- 2014: Rompiendo Fronteras
- 2016: Justicia para vivir
- 2017: Soy de las Montañas
- 2019: Lo mejor

## Colaboraciones
- 2014 - No me quería, con DIAMANTE

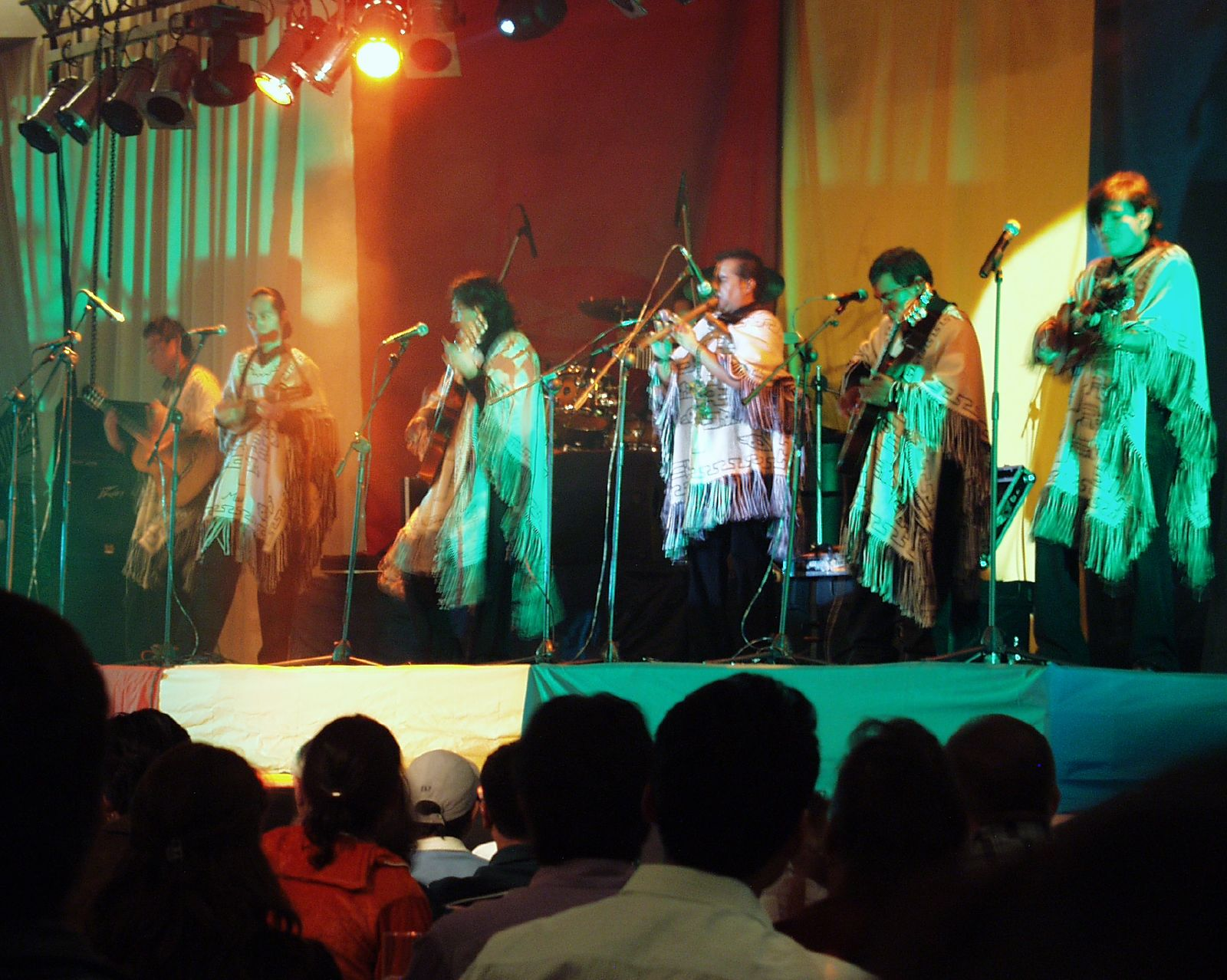
La conexión familiar entre los miembros de Los Kjarkas y Chila Jatun ha dado lugar a colaboraciones frecuentes en la creación de música

- 2017 - Soy de las montañas, con Octavia
- 2018 - Kuma Jakaru, de Wen de Beltrán y Los Kjarkas
- 2020 - Por un Mundo Nuevo, con Los Kjarkas
- 2021 - Vivir junto a ti, con Gastón Guardia
- 2021 - Todo me habla de ti, con Élmer Hermosa
- 2021 - Estoy llorando, con Luis Fernández
- 2023 - Te quiero amor, con Matamba
- 2023 - Recuerdos, con Edwin Castellanos
- 2023 - Sin Ella, con Edwin Castellanos
- 2023 - Juntos Sonamos Más Fuerte, con Cerveza Paceña, Bonny Lovy, Lu de la Tower y Luciel Izumi
- 2023 - Volvió a latir, con Milena Warthon

## Galardones

### Bolivia Music Awards
| Año  | Categoría              | Trabajo                   | Resultado | Ref.  |
| ---- | ---------------------- | ------------------------- | --------- | ----- |
| 2021 | Mejor Grupo Folclórico | Ellos mismos              | Ganador   | [ 5 ] |
| 2022 | Mejor Colaboración     | Te quiero amor            | Ganador   | [ 6 ] |
| 2022 | Mejor Grupo Folclórico | Ellos mismos              | Ganador   | [ 6 ] |
| 2023 | Mejor colaboración     | Juntos Sonamos Más Fuerte | Ganador   | [ 7 ] |
| 2023 | Grupo del año          | Ellos mismos              | Nominado  | [ 7 ] |
| 2023 | Mejor Grupo Folclórico | Ellos mismos              | Ganador   | [ 7 ] |

### Festival Internacional de la Canción de Viña del Mar
| Año  | Categoría              | Trabajo            | Resultado     | Ref.   |
| ---- | ---------------------- | ------------------ | ------------- | ------ |
| 2014 | Competencia folclórica | Boquita de miel    | Finalista     | [ 13 ] |
| 2019 | Competencia folclórica | Me cansé de amarte | Semifinalista | [ 27 ] |

### Premios Cicombol
| Año  | Categoría                     | Trabajo             | Resultado | Ref.   |
| ---- | ----------------------------- | ------------------- | --------- | ------ |
| 2014 | Mejor video del año           | Boquita de miel     | Ganador   | [ 37 ] |
| 2014 | Composición con Mensaje       | Rompiendo fronteras | Ganador   | [ 37 ] |
| 2015 | Tema más solicitados en radio | Boquita de miel     | Nominado  | [ 38 ] |
| 2016 | Mejor video del año           | Me cansé de amarte  | Ganador   |        |
| 2017 | Mejor video del año           | Amor Sagrado        | Ganador   | [ 39 ] |
| 2018 | Tema más solicitados en radio | Soy de las montañas | Nominado  | [ 40 ] |
| 2018 | Mejor video del año           | Soy de las montañas | Nominado  | [ 40 ] |
| 2018 | Mejor composición             | Soy de las montañas | Nominado  | [ 40 ] |
| 2018 | Álbum del año                 | Soy de las montañas | Nominado  | [ 40 ] |

### Premios Maya
| Año  | Categoría              | Trabajo      | Resultado | Ref.   |
| ---- | ---------------------- | ------------ | --------- | ------ |
| 2015 | Mejor Grupo Folclórico | Ellos mismos | Ganador   | [ 41 ] |
| 2018 | Mejor Grupo Folclórico | Ellos mismos | Ganador   | [ 41 ] |

### Condecoraciones
- – Caballeros de la Orden del Cóndor de los Andes: Otorgado por el presidente del Estado Plurinacional de Bolivia Evo Morales, el 14 de marzo de 2014.[17]
- Medalla al mérito cultural Nilo Soruco: Otorgado por el presidente del estado Evo Morales, el 14 de marzo de 2014.[17]
- Orden Sol de Septiembre en su Primera Categoría Escudo de Oro del Municipio con Laureado de Oro: Otorgado por el alcalde de Cercado Edwin Castellanos, el 2 de marzo de 2014.[42]
- Decreto Edil de Condecoración al Mérito: Otorgado por el secretario Mayor de Planeación de Quillacollo, Adrián Calisaya, en nombre de ese municipio el 2 de marzo de 2014.[42]
- Medalla de Reconocimiento al Mérito Artístico: Otorgado por gobernador de Cochabamba, Edmundo Novillo el 2 de marzo de 2014.[42]
- Reconocimiento Municipal “Emilio Villanueva Peñaranda”: Otorgado por el Consejo Municipal de La Paz el 7 de diciembre de 2021.[43]
- Medalla “Heroína Juana Azurduy de Padilla” en el grado de Honor Cívico: Otorgado por el Concejo Municipal de Sucre el 6 de febrero de 2023.[33]